# Pinhal do General

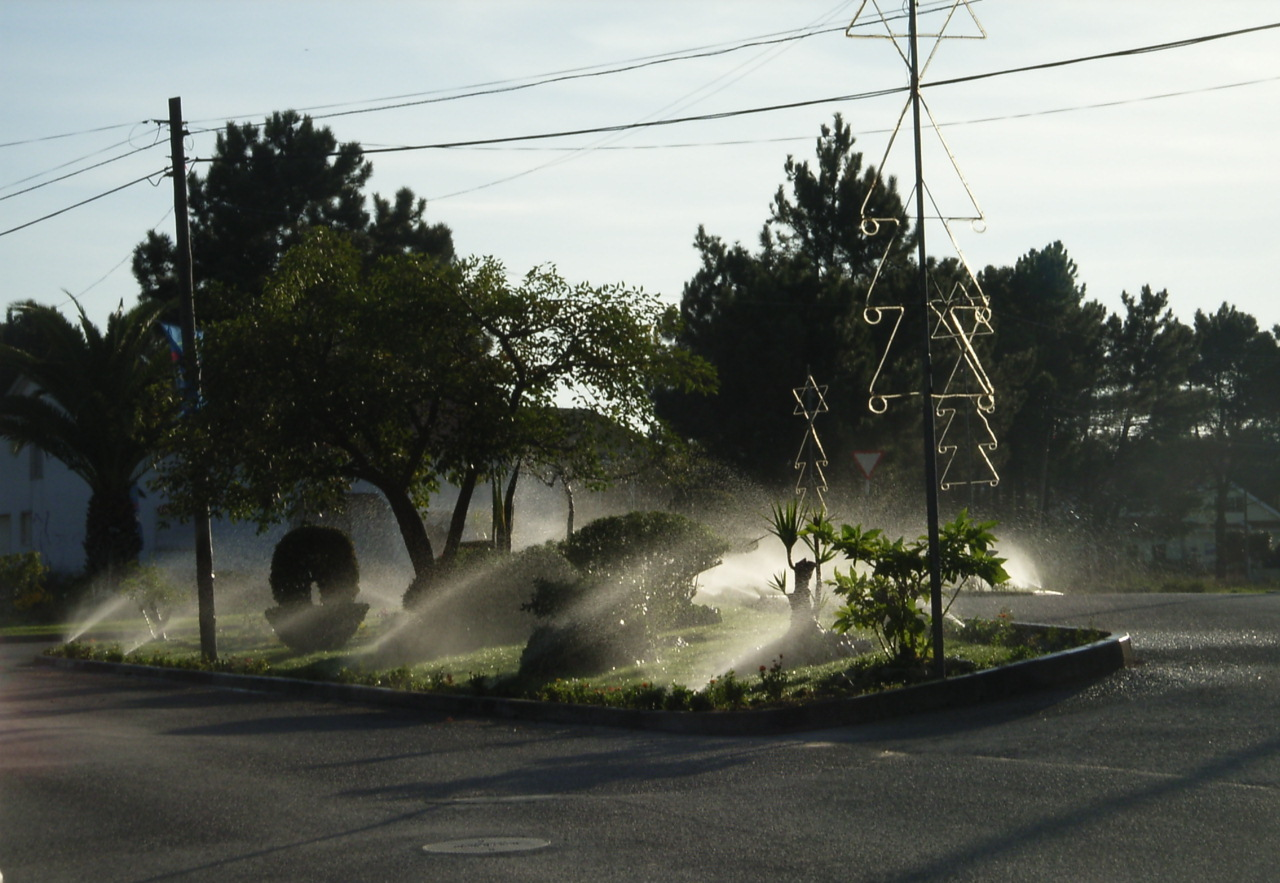
Imagem de uma rua no Pinhal do General

O Pinhal do General é uma localidade pertencente à freguesia de Fernão Ferro, no Concelho do Seixal.